# Pedrocortesella cornuta
Pedrocortesella cornuta är en kvalsterart som först beskrevs av Hunt och Lee 1995.  Pedrocortesella cornuta ingår i släktet Pedrocortesella och familjen Licnodamaeidae. Inga underarter finns listade i Catalogue of Life.